# Port lotniczy Oulu
Port lotniczy Oulu (fi.: Oulun lentoasema, ang.: Oulu Airport, kod IATA: OUL, kod ICAO: EFOU) – lotnisko położone 15 km na południowy zachód od centrum Oulu, w prowincji Oulu, w północnej Finlandii. W 2011 roku obsłużyło 973 912 pasażerów, co daje drugą (po Helsinki-Vantaa) pozycję w kraju.

## Linie lotnicze i połączenia
| Linia lotnicza | Kierunek      |
| DAT            | 1🇫🇮 Helsinki￼ |
| -------------- | ------------- |
| Finnair        | 1. Helsinki   |
| Lufthansa      | 1. Monachium  |

## Statystyki
| Rok  | Pasażerowie  | Pasażerowie      | Pasażerowie | Zmiana |
| Rok  | Ruch krajowy | Ruch zagraniczny | Razem       | Zmiana |
| ---- | ------------ | ---------------- | ----------- | ------ |
| 2011 | 850 305      | 123 607          | 973 912     | +39,1% |
| 2010 | 595 457      | 105 119          | 700 576     | +1,7%  |
| 2009 | 605 534      | 82 424           | 687 958     | -14,3% |
| 2008 | 709 779      | 92 176           | 801 955     | -4,5%  |
| 2007 | 764 674      | 75 276           | 839 950     | -0,9%  |
| 2006 | 763 831      | 83 115           | 847 946     | +4,6%  |
| 2005 | 724 867      | 85 587           | 810 454     | +4,9%  |